# سیارک ۱۸۵۶۳۸
سیارک ۱۸۵۶۳۸ (به انگلیسی: 185638 Erwinschwab، نامگذاری:2008EU7) صد و هشتاد و پنج هزار و ششصد و سی و هشتمین سیارک کشف شده‌است که در ۱ مارس ۲۰۰۸ کشف شد.